# Zlatko Zečević
Zlatko Zečević (Kirin Serbia: Златко Зечевић; sinh 10 tháng 8 năm 1983) là một thủ môn bóng đá Serbia thi đấu cho Mladost Lučani.